# آناتولی گولونیا
آناتولی دیمیتریویچ گولونیا (روسی: Анатолий Дмитриевич Головня؛ ۲۰ ژانویهٔ ۱۹۰۰ – ۲۵ ژوئن ۱۹۸۲) فیلم‌بردار، فیلم‌بردار صحنه، و فیلم‌نامه‌نویس اهل امپراتوری روسیه بود.
وی همچنین برندهٔ جوایزی همچون نشان لنین و نشان پرچم سرخ کار شده‌است.